# Харкевич, Николай Иванович
Николай Иванович Харкевчич (1870 — ?) — полковник Российской императорской армии, участник Первой мировой войны и кавалер Георгиевского оружия. Затем служил в армии Украинской державы и в Белой армии, был взят в плен большевиками.

## Биография
Родился в 1870 году в Киевской губернии. Окончил Орловский Бахтина кадетский корпус, а затем Павловское военное училище. По состоянию на 1 января 1909 года был капитаном в 13-й артиллерийской бригаде
Принимал участие в Первой мировой войне. По состоянию на 19 сентября 1914 года и на 1 мая 1915 года был подполковником, и занимал должность командира 3-й батареи 1-го Кавказского стрелкового артиллерийского дивизиона. 1 мая 1915 года «за отличия в делах» был произведён в полковники, со старшинством с 16 октября 1914 года. До 15 марта 1916 года был командующим 1-й батареей в 32-й артиллерийской бригаде. 15 марта 1916 года был назначен командиром 2-го дивизиона в 74-й артиллерийской бригаде. По состоянию на 1 августа 1916 года служил в том же чине и звании.
В 1918 году вступил на службу в армию Украинской державы. 7 сентября 1918 года был назначен командиром 5-го лёгкого артиллерийского полка. После свержения гетмана Павла Скоропадского присоединился к Белому движению, служил в Вооружённых силах Юга России. Затем был взят в плен Красной армией. Пос состоянию на начало 1922 года остоял на особом учете в Киевском военном округе.

### Награда
Высочайшим приказом от 21 марта 1915 года «за то, что, следуя со своей батареей 19 сент. 1914 г. в составе авангарда, который был застигнут противником у ф. Жубронайце в походной колонне, вступил в бой с открытой позиции с превышающим числом орудий неприятельской артиллерии (3 батареи) чем дал возможность пехоте перейти в боевой порядок и к вечеру успешным огнем своей батареи принудил неприятельские батареи оставить занятые ими позиции» Николай Харкевич был пожалован Георгиевским оружием, а Высочайшим приказом от 7 мая 1915 года  «за отличия в делах» был удостоен Высочайшего благоволения.